# Пономаренко Михайло Федорович
Миха́йло Фе́дорович Пономаре́нко (28 жовтня 1920, с. Підставки, тепер Золотоніський район, Черкаська область, СРСР — 1 січня 2010, м. Золотоноша, Черкаська область, Україна) — український краєзнавець, педагог і громадський діяч; автор численних розвідок з історії Золотоноші і Золотоніщини; засновник (1960) і незмінний керівник протягом 18-ти років Золотоніського краєзнавчого музею, що носить його ім'я; перший (1994) лауреат обласної краєзнавчої премії імені Михайла Максимовича.

## З життєпису
Михайло Пономаренко народився 28 жовтня 1920 року в селі Підставках Золотоніського району Черкаської області в селянській родині. 
Після закінчення Горобіївської семирічної школи з 1935 року навчався в Золотоніському педагогічному училищі. 
У 1938-1940 роках вчителював на Золотоніщині. 
У 1940 був призваний до лав Червоної Армії. Пройшов усю Велику Вітчизняну війну від першого до останнього дня від західного кордону СРСР до Північного Кавказу, і від Кавказу до Праги. Проявив мужність і відвагу під час визволення України, на Сандомирському плацдармі, на Одері, під час штурму Берліна, при визволенні Праги. Був поранений, контужений. Нагороджений орденами Вітчизняної війни II ступеня і Червоної Зірки, медалями «За бойові заслуги», «За здобуття Берліна», «За визволення Праги» та багатьма іншими. 
Після Перемоги пов’язав свою долю з освітою — закінчив Черкаський педагогічний інститут (1946).
Михайло Пономаренко став одним із фундаторів історичного краєзнавства Черкащини, ще 1946 року організувавши гурток юних краєзнавців у школі, а заз деякий час — товариство «Слідопит».
Працював вчителем Золотоніської школи № 4. Маючи великі здібності та наполегливість до вивчення іноземних мов, у 1951 році вступив, а у 1954 — успішно закінчив Київський педагогічний інститут іноземних мов. 
У 1960 році він створив і 18 років на громадських засадах очолював Золотоніський краєзнавчий музей.
Вийшовши на заслужений відпочинок у 1978 році М.Ф. Пономаренко не поривав зв'язків з освітою, брав участь у освітянських форумах, консультував учителів.
І до і вже за Незалежності України (1991) Михайло Пономаренко був активним громадським діячем, не стояв осторонь політичного процесу на Черкащині і, зокрема, на Золотоніщині. Так, він був біля витоків Народного Руху, був засновником блоку «Демократична Золотоніщина», першим підняв синьо-жовтий прапор над Золотоношею; у 1990-91 роках редагував місцеву рухівську газету «Воля»; Був учасником Установчих зборів Народного Руху України та всіх наступних національно-демократичних форумів.
1 січня 2010 року на 90-му році Михайло Пономаренко пішов з життя.

## Творчість і вшанування
Михайло Федорович Пономаренко мав широке коло наукових інтересів, вів активну краєзначу пошукову роботу, займався археологічними і топонімічними дослідженнями, захоплювався поезією. 

Біографічний куточок М.Ф. Пономаренка в Золотоніському краєзнавчому музеї

М.Ф. Пономаренко — автор науково-популярних краєзнавчих видань «Золотоноша», «Золотоніщина», «Золотоніський краєзнавчий музей», «Шевченко і Черкащина», «Краєзнавці Черкащини: біобліографічний словник», співавтор книги «Подорож Затокраєм»; його перу належать близько 5 тисяч статей у наукових виданнях, центральній та місцевій пресі; член авторського колективу академічного видання «Історія міст і сіл УРСР. Черкаська область». 
Мизайло Федоровмч був удостоєний звання «Заслужений учитель УРСР» (1975), лауреат премії імені В. Антоновича і обласної краєзнавчої премії імені Михайла Максимовича (перший — 1994 рік), йому присвоєно звання Почесного члена спілки краєзнавців України (1995). 
Загалом М.Ф. Пономаренко зробив вагомий внесок у відродження краєзнавства на Черкащині; обирався делегатом І–ІІ з'їздів Всеукраїнської спілки краєзнавців, заступником голови обласної організації Спілки.
У рідному йому Золотоніському краєзнавчому музеї створено біографічний куток Михайла Пономаренка, а відразу по його на початку 2010 року заклад дістав ім'я його засновника.